# Брос, Франсуа
Франсуа Жозеф Брос (фр. François Joseph Broos; 1903, Брюссель — 2002, Лиссабон) — бельгийский и португальский альтист и музыкальный педагог.

## Биография
Окончил с золотой медалью Парижскую консерваторию (1924), ученик Мориса Вьё.
Некоторое время жил и работал в Париже, играл в Оркестре Колонна и Оркестре Страрама. Затем с 1930 года — в Брюсселе, где был солистом Симфонического оркестра Бельгийского радио, выступал в составе Брюссельского струнного трио (с Эдмоном Буке и Адольфом Фрезеном) и в составе Квартета королевы, преподавал в Брюссельской консерватории (среди его учеников Ари ван де Мортел). Одновременно в 1931—1935 годах альтист базировавшегося в Париже струнного квартета Робера Кретли, в его составе записал квартет Габриэля Форе.
В годы Второй мировой войны и нацистской оккупации Бельгии сотрудничал с оккупационным режимом: гастролировал в Германии, выступал с концертами для солдат вермахта, демонстрировал свою лояльность оккупантам по самым разным поводам — в том числе выступая на торжествах в честь успехов бельгийских частей СС под руководством Леона Дегреля на Восточном фронте. Сообщается, что Брос был членом Рексистской партии. В связи с этим подвергся остракизму со стороны коллег уже в военное время (когда организаторы концертов саботировали его сольные и ансамблевые выступления), а также после войны, когда преподавательский коллектив добился его отстранения от работы в консерватории и его место занял Шарль Фуадар (1902—1959).
В 1948 году эмигрировал в Португалию, где сперва руководил классом альта в Консерватории Порту, а затем в 1956—1978 гг. в Лиссабонской консерватории. Учившаяся у него Ана Бела Шавеш отмечает, что фактически Брос создал в Португалии национальную школу альтистов. Одновременно играл в португальских оркестрах как концертмейстер альтов, в составе Лиссабонского фортепианного квартета и (на виоле д’аморе) в составе квартета старинных инструментов, созданного при музее музыкальных инструментов Лиссабонской консерватории. Бросу посвящены концерты для альта с оркестром Артюра Мёлеманса (1942) и Жоли Браги Сантуша (1960), которые он же впервые исполнил.